# 대구역 센트럴 자이
대구역 센트럴 자이(영어: Daegu Station Central Xi)는 대한민국 대구광역시 중구 수창동에 위치한 주상복합 단지이며 총 1,245 (아파트 1,005 / 오피스텔 240)세대로 구성되어있으며 입주일은 2017년 10월이다.

## 구성

### 단지 구성
- 101동: 최고 39층, 131m
- 102동: 최고 27층, 100m
- 103동: 최고 35층, 120m
- 104동: 최고 39층, 131m
- 105동: 최고 39층, 136m
- 106동: 최고 39층, 131m

### 아파트 구성
- 승강기_대수        = 2라인 2대
- 용적율             = 516.80%
- 연면적             = 153,641.0552m2
- 대지면적           = 43,842.90m2
- 조경면적           = 4,459.07m2
- 세대수             = 총 1,245 (아파트 1,005 / 오피스텔 240)
- 주차대수           = 총 1,494(상가 34/ 아파트 1,275/ 오피스텔 162)